# Mark Morrison
Mark Morrison (Hanover, 3 de mayo de 1972) es un cantante británico de origen alemán. Su sencillo, "Return of the Mack", se convirtió en el número 1 o Top 10 en varios países europeos en 1996. La canción alcanzó su punto máximo en el número 2 en los Estados Unidos al año siguiente.

## Nacimiento y juventud
Morrison nació en Hanover, Alemania Occidental, de padres barbadense, él vivió en Leicester, Reino Unido y asistió a la academia Rushey Mead, antes de pasar a Miami, Florida. A los 19 años, regresó a Gran Bretaña.

## Carrera musical

### Carrera temprana
La primera grabación oficial de Mark Morrison fue el lanzamiento de vinilo 1993, "Where Is Our Love", presionó su propio estudio privada Joe'Mel.

### Carrera principal
A mediados de 1995, Morrison lanzó su sencillo debut, "Crazy", que se convirtió en un Top 20 hit en el Reino Unido, y fue un favorito del club. El seguimiento solo, "Let's Get Down", también entró en el Top 40. Fueron seguidos en la primavera de 1996 por "Return of the Mack" que se convirtió en un gran éxito internacional, pasando dos semanas en la cima del UK Singles Chart.
Su álbum debut, también titulado Return of the Mack, seguido y se convirtió en un éxito multiplatino. Alcanzó el número cuatro en la lista del Reino Unido y vendió 3 millones de álbumes en todo el mundo. Se escindió varios singles más exitosos durante el próximo año: "Crazy (Remix)", "Trippin'", "Horny", y "Moan & Groan" todos llegarían al Top 10 del Reino Unido, convirtiéndolo en el primer artista en la historia del pop británico en tener cinco éxitos Top 10 de un álbum debut.
Aunque su carrera iba bien, hasta que este se encontraba en problemas con la policía. En 1997, fue encarcelado. El mismo año recibió numerosas nominaciones: cuatro nominaciones en Premios Brit, Premio Mercury, MTV Europe Music Awards, y cinco nominaciones en Premios Music of Black Origin (MOBO). "Return of the Mack" comenzó a escalar su camino al No. 2 en Billboard charts, recibiendo el estado de platino. Se quedó en el Billboard charts por un largo 40 semanas. Morrison tuvo un pequeño éxito en los Estados Unidos "Moan & Groan", que fue al número 76.
Morrison actuó en los Premios Brit de 1997. El rendimiento influenciado WEA y Morrison lanzó su extender play Only God Can Judge Me, que contiene actuaciones en vivo, entrevistas, oraciones y tres canciones de larga duración que incluyen "Who's The Mack!" que alcanzó el n. ° 13 en el Reino Unido.

### Problemas legales
Morrison se ha enfrentado a varias acusaciones penales durante su carrera, incluida una condena de 1997 por intentar llevar un arma de fuego a bordo de un avión para el que prestó servicios durante tres meses, al igual que su canción de éxito "Return of the Mack" comenzó a elevarse en Billboard charts. En 1998, no compareció ante el tribunal acusado de posesión de un arma ofensiva y decidió volar a Barbados. Fue arrestado y puesto en prisión preventiva a su regreso al Reino Unido. Más tarde fue liberado del cargo de arma ofensiva. En 1999, hubo un altercado con un joven local en el centro de la ciudad de Leicester, llamado más tarde Matthew Milnes, en el que se produjo un altercado tan grave que la policía tuvo que usar gas lacrimógeno para cerrar el incidente.
En 1999, fue declarado culpable de robo a mano armada por demorar una licencia.
Fue declarado culpable de refriega por su participación en una pelea que resultó en una muerte y condenado a servicio comunitario. Más tarde fue encarcelado en la prisión Wormwood Scrubs durante un año por pagar a un hombre parecido para realizar su servicio comunitario designado por la corte en su lugar, mientras que Morrison se fue de gira. Mientras estaba en prisión, Morrison se convirtió en Islam e intentó cambiar su nombre por Abdul Rahman. También en 1998, a Morrison se le prohibió conducir durante seis meses y se le impuso una multa de £ 1.380 después de haber sido descubierto dos veces conduciendo sin licencia.
En 2002, Morrison fue arrestado bajo sospecha de secuestro y robo de automóvil. Fue puesto en libertad bajo fianza pero un policía fue arrestado más tarde bajo sospecha de recibir un soborno de Morrison a cambio de su liberación. Morrison no compareció ante el tribunal para enfrentar los cargos y se emitió una orden de arresto contra él.
En 2004, fue arrestado y pasó una noche bajo custodia, después de un altercado en el que le arrebataron un medallón de platino y diamantes del cuello durante un enfrentamiento en un club nocturno de Leicester.
En 2009, Morrison fue arrestado por un asalto en Londres.